# Palaeotorymus aciculatus
Palaeotorymus aciculatus is een vliesvleugelig insect uit de familie Torymidae. De wetenschappelijke naam is voor het eerst geldig gepubliceerd in 1910 door Brues.